# Roger Vanhoeck
Roger Vanhoeck (Antwerpen, 5 augustus 1946) is een Vlaams jeugdauteur.
Hij studeerde af als onderwijzer, en zo begon hij ook zijn loopbaan. Later schakelde hij over naar een deeltijdse administratieve functie en lanceerde zich als jeugdauteur. In het begin van zijn carrière schreef hij ook een twintigtal Vlaamse Filmpjes. Hij publiceerde onder meer bij uitgeverij Abimo en Van Driel Publishing.